# Zona de promesas (canción)
«Zona de promesas» es una canción y sencillo de la banda argentina de rock Soda Stereo, compuesta por el guitarrista y vocalista de la banda Gustavo Cerati. La versión original se publicó como primera pista del álbum llamado Zona de promesas. Es la canción que le da el nombre al álbum, en el cual todas las demás canciones son versiones remezcladas de canciones ya hechas.

## Historia
«Zona de promesas» es una canción compuesta por Gustavo Cerati inspirándose en su madre, Lilian Clark. No ha sido muy interpretada en vivo por Soda Stereo, pero sí por Cerati durante su carrera solista. En un principio iba a ser publicada en el álbum Dynamo de 1992, pero finalmente se descartó, después se incluyó en el disco homónimo Zona de Promesas del año 1993 y posteriormente una versión en vivo se incluyó en el álbum Gira me verás volver CD #2, como décima pista. El video en vivo está presente en el DVD #2 de la gira, como extra del mismo y recientemente publicada en la versión Fuerza Natural Tour, en vivo en Monterrey, MX, 2009 publicación inédita por los 10 años del inicio de esta gira el 19 de noviembre de 2019.
La versión original se publicó por segunda vez en el compilado llamado Me verás volver (Hits & +), en la pista 16. 
Cerati interpretó el tema en unos pocos conciertos de la Gira Bocanada, siendo estas las primeras veces que el tema lo interpretó en vivo. Como solista, lo volvió a tocar en la primera parte de la Gira Fuerza Natural (2009), donde hacía una versión acústica, dedicada a Mercedes Sosa. Tocada con una guitarra acústica, instrumento que rara vez interpretaba, como único sonido hasta la llegada del último coro, donde entraba la batería y demás instrumentos.

### Versiones
La canción ha sido versionada por otros artistas. Fabiana Cantilo la incluyó en su cuarto álbum solista Golpes al vacío de 1993. También apareció en el volumen dos de Cantora, de 2009, último trabajo discográfico de Sosa antes de su fallecimiento ese mismo año. Cerati participó en voz y guitarra, y el proceso de grabación donde ambos la interpretaron a dúo se registró en video para posteriormente darse a conocer en Un viaje íntimo, documental sobre Cantora. Esta versión también se incluyó en el álbum recopilatorio póstumo del cantante Satélite Cerati, de 2018.
Pedro Aznar la cantó en la cuarta noche del Festival de Viña del Mar 2015, también a modo de homenaje póstumo; para esta versión se mostraron fragmentos de la voz de Cerati en video durante la interpretación de Aznar y se finalizó con una suelta simbólica de globos. En 2022 Jay Mammon en colaboración con Nahuel Pennisi cantaron a dúo «Zona de promesas», y grabaron un video musical para acompañar su lanzamiento como sencillo.

## Letra
La letra habla de una persona que al enfrentar dificultades, recurre al apoyo y sabio consejo de su madre («mamá sabe bien, perdí una batalla»), la cual lo impulsa a seguir adelante y a no perder la esperanza («tarda en llegar y al final hay recompensa»). La creencia popular es que Gustavo Cerati la escribió para su madre, Lilian Clark.
Como realmente se cuenta, Lilian Clark le hizo un poema a su hijo, que próximamente se surgió en el CD "Cerati Infinito" de 2015, refiriéndose principalmente en el tema.

## Estilo
Es una balada rock con fuertes influencias del folklore argentino. Esto se refleja en la métrica de 3/4 con acentuaciones de 6/8. La versión en vivo también; una diferencia es que Gustavo Cerati, al principio, toca por un tiempo la guitarra antes de que empiece la letra y también que, en la última parte, el estribillo se repite 3 veces, en cambio, en la versión de estudio se repite 4 veces. En vivo, antes de que empiece el estribillo por segunda vez, Cerati grita «¡Vamos!».